# Квант, Фриц
Франц Ксавер Фридрих Квант, известный как Фриц Квант (нем. Fritz Quant; 18 февраля 1888, Трир — 3 ноября 1933, Трир) — немецкий художник, гравёр, дизайнер.

## Биография
Сын трактирщика. Начал учиться рисунку у церковного художника. В 1908 году сдал экзамен на подмастерья и стал работать помощником живописца Августа Трюмпера в Школе искусств и ремесёл Трира. Четыре года спустя был призван на службу в армию, но прослужил недолго и уволен по причине хронической болезни.
Продолжил учёбу в Академии изобразительных искусств Лейпцига (1915—1918). Вернувшись в Трир, преподавал живопись в Школе искусств и ремесёл, которой руководил в те годы Р. Римершмид.

## Творчество
В своём творчестве придерживался постимпрессионизма и экспрессионизма. Кроме живописи
(пейзаж, жанровые полотна), иллюстрировал путевые брошюры, сотрудничал с газетами, создавал рекламные объявления (в основном для вина и табака), в период гиперинфляции — проекты местных нотгельд.
В последние годы, из-за ухудшения здоровья, посвятил себя, главным образом, дизайну интерьера; в частности украсил Ратушу в Виттлихе.

## Избранные работы

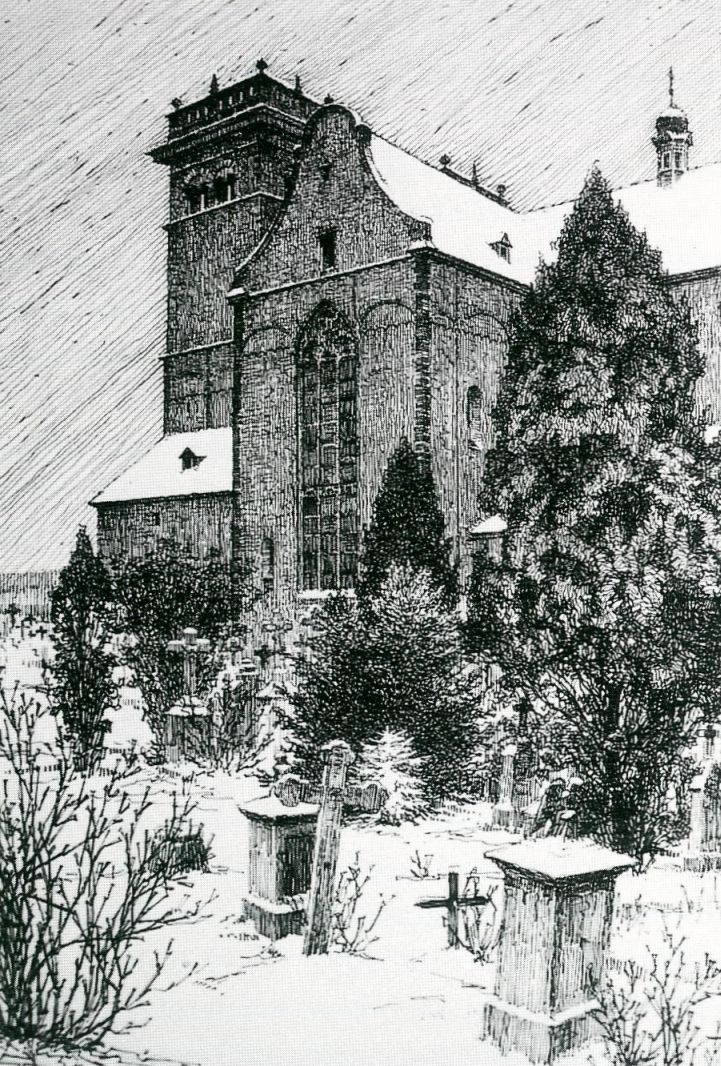
Базилика св. Матиаса в Нордене.
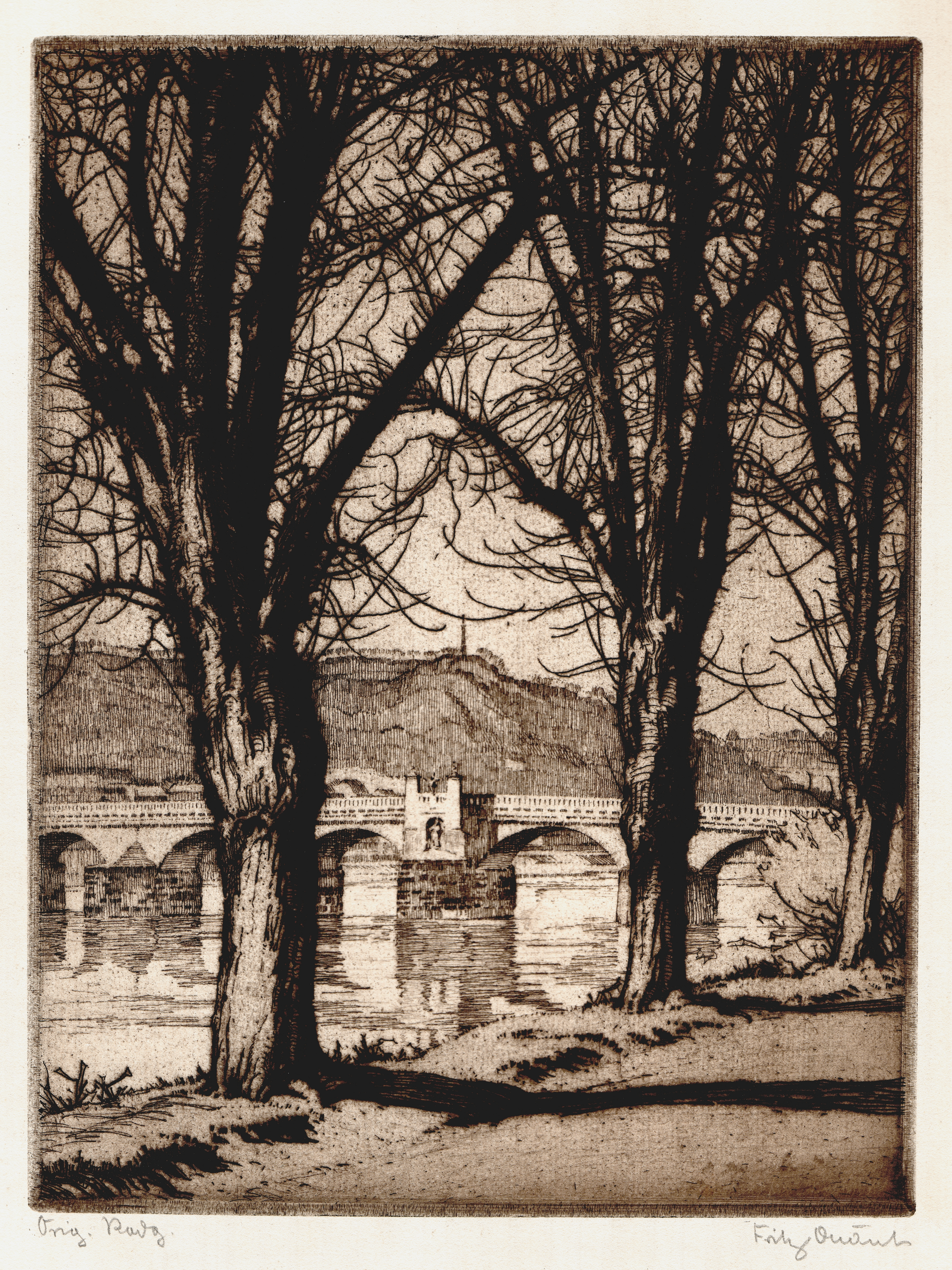
Римский мост (Трир)
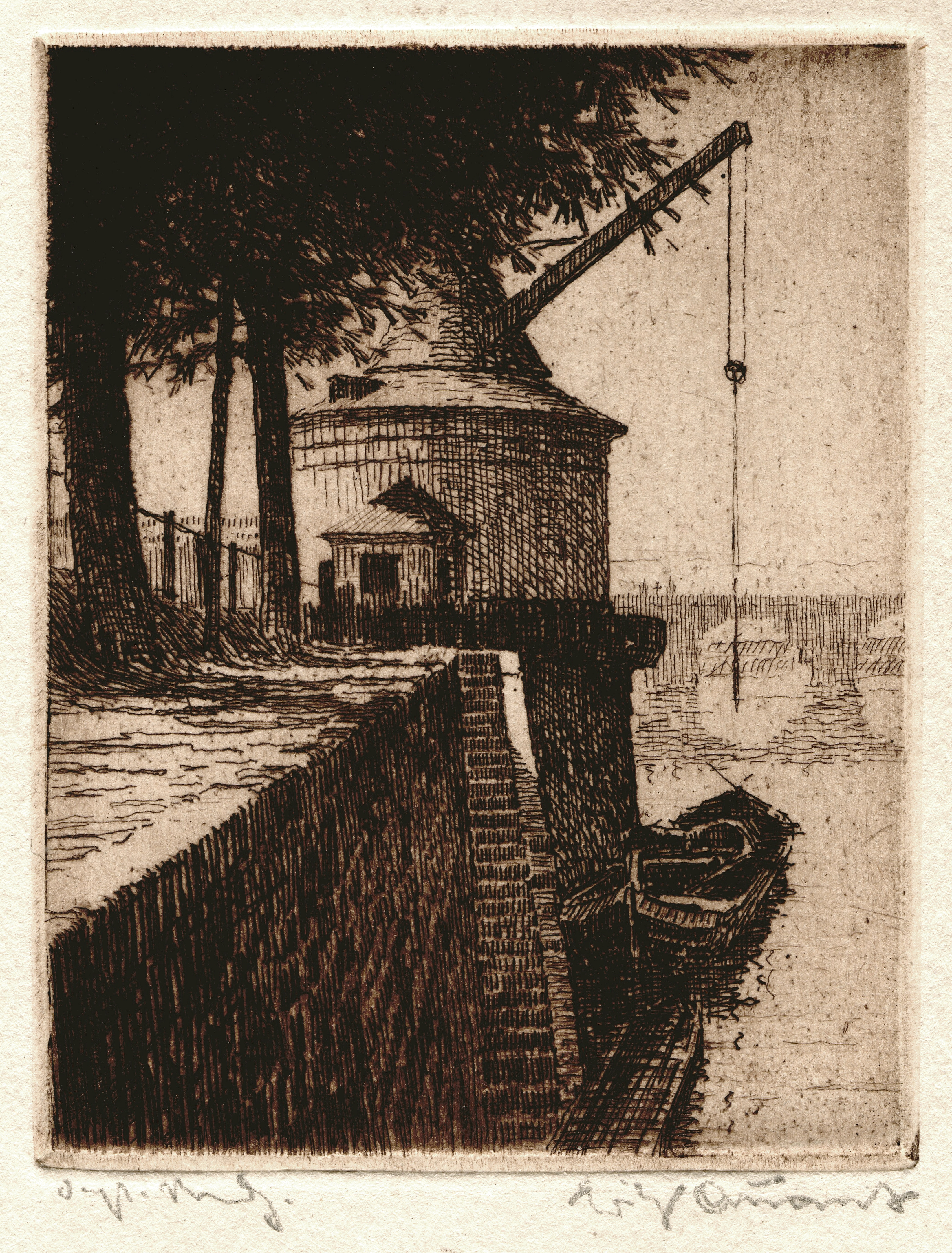
Кран на Мозеле (гравюра)
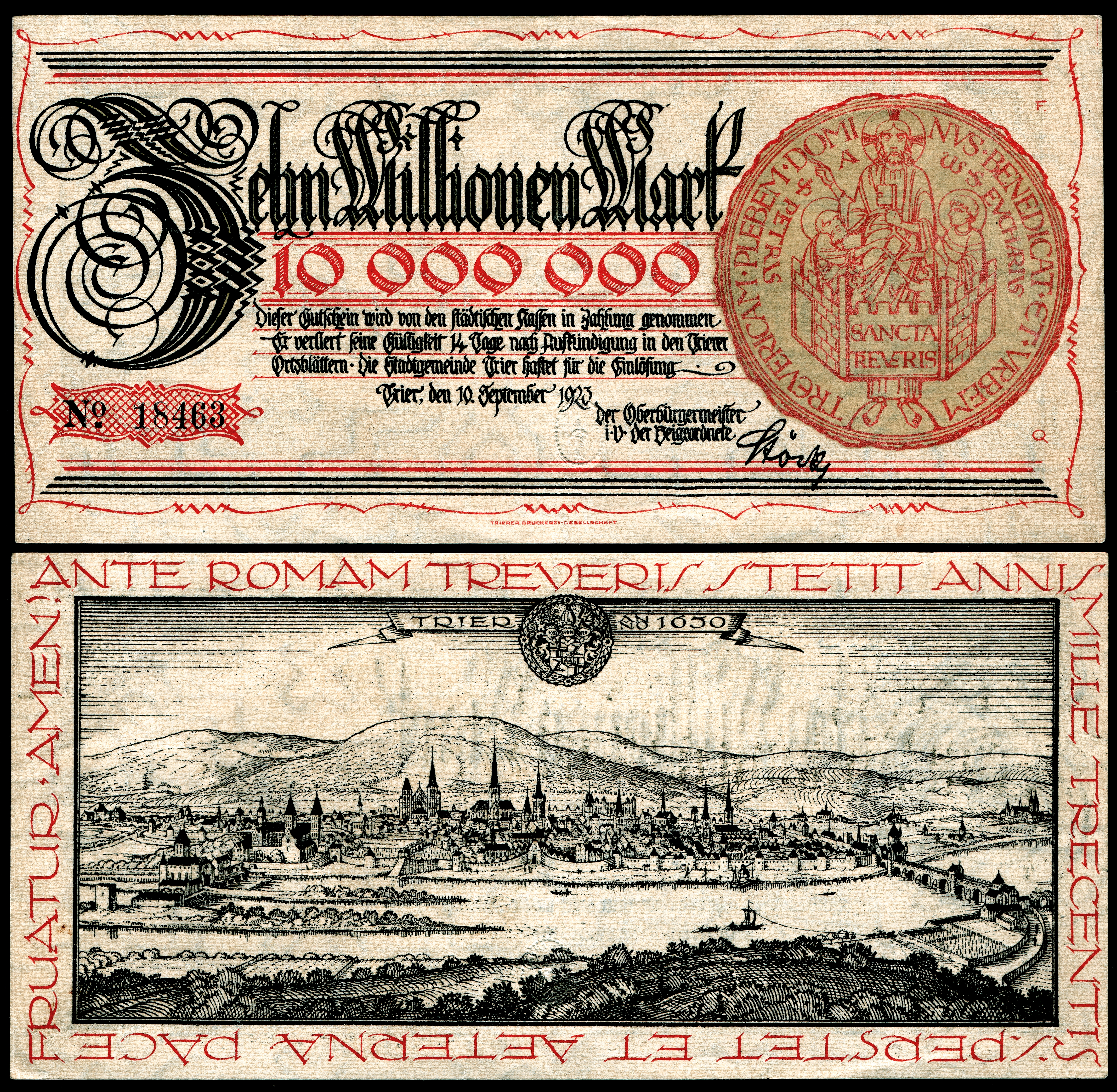
Нотгельд 1923 года достоинством 10 миллионов марок Германии (с видом Трира)
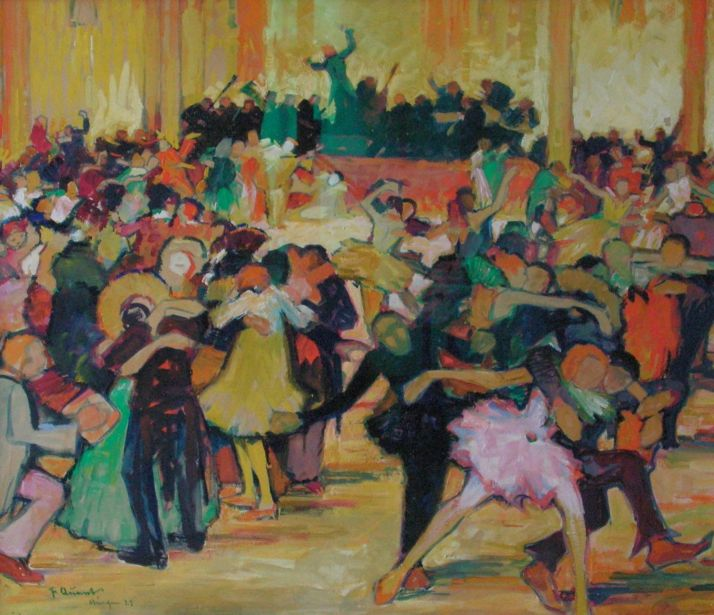
Карнавал в Мюнхене
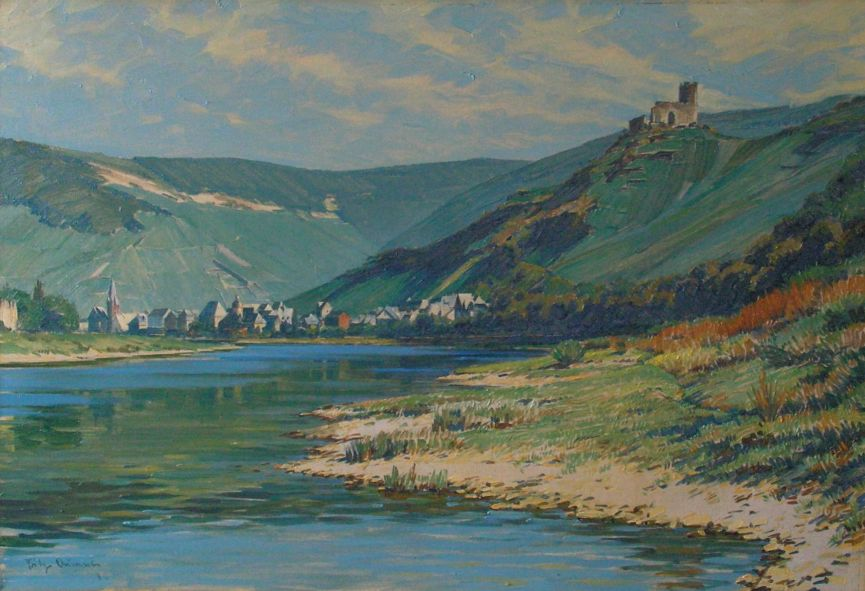
Вид г. Бернкастель-Кус
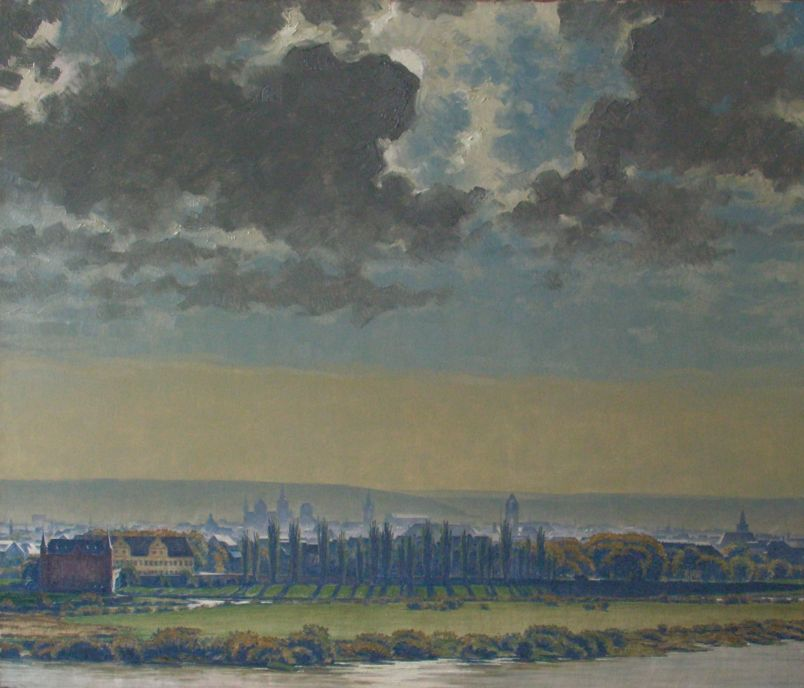
Вид г. Трир с запада